# Przechodki Wielkie
Przechodki Wielkie – położona na wysokości około 498 m przełęcz pomiędzy masywem Sokolicy i Przechodnim Wierchem. Dawniej była to również polana. Rejon przełęczy porasta las świerkowo-jodłowy, w którym występuje modrzew polski. W 1894 r. Józef Zubrzycki pisał: „...zdaje się, jest to jedyne oprócz Tatr, pewne miejsce, gdzie to drzewo liczniej dziko występuje”. Stwierdzono tutaj również w 1981 r. występowanie rzadkiej w Polsce chronionej rośliny – pluskwicy europejskiej.
Do lat 30. XX wieku istniał szlak turystyczny, biegnący od „Gospody Pienińskiej”, lewym brzegiem Dunajca, przez Małe Przechodki i Przechodki Wielkie do ujścia Pienińskiego Potoku, dalej na Górę Zamkową. Było to dość popularne przed wojną przejście. Szlak ten wytyczony przez księdza Gadowskiego, od 1926 r. zwany „Skalną Percią”, został zamknięty z chwilą utworzenia Pienińskiego Parku Narodowego w 1932 r. Istniejące na obydwu tych przełęczach polanki zarosły już lasem. Jest tu jedno ze stanowisk cisa pospolitego w Pieninach.
Przechodki Wielkie znajdują się w Pienińskim Parku Narodowym, w granicach Krościenka nad Dunajcem, w województwie małopolskim, w powiecie nowotarskim.